# SOUL NAVIGATION
『SOUL NAVIGATION』（ソウルナビゲーション）は、鈴木雅之17枚目のアルバム。2023年4月12日にソニー・ミュージックレーベルズからリリースされた。

## 解説
『Funky Flag』以来約4年ぶりとなるアルバムである。豪華ゲストとの<魂（ソウル）>を込めたセッションから生まれた全11トラック。作家陣は、堂本剛、Ayase、樋口洋平（wacchi）、水野良樹（いきのもがかり/HIROBA）、マハラージャン、在日ファンク、CATOON+YELLOCK等が手掛けている。
4月22日から本作を引っ提げての全国ツアー『masayuki suzuki taste of martini tour 2023 SOUL NAVIGATION』が開催された。

## 収録曲

### Disc1：CD
1. MY SOUL NAVIGATOR
  - 作詞・作曲：鈴木雅之　編曲：大坪稔明
2. I  know how to have a good time.
  - 作詞・作曲：鈴木雅之　編曲：大坪稔明
3. flavor
  - 作詞・作曲：堂本剛　編曲：堂本剛・Gakushi
4. 道導
  - 作詞・作曲：Ayase　編曲：大坪稔明
5. 言葉にすれば
  - 作詞・作曲：橋口洋平  編曲：冨田恵一
6. GIRI GIRI (鈴木雅之 feat. すぅ)
  - 作詞・作曲：水野良樹、編曲：本間昭光
7. 君とデスマッチ
  - 作詞・作曲・編曲：マハラージャン
8. スポットライト
  - 作詞：ジェントル久保田、浜野謙太、作曲：浜野謙太、編曲：在日ファンク
9. Love is Show（鈴木雅之 feat. 高城れに）
  - 作詞・作曲：水野良樹、編曲：本間昭光
10. EveryDay EveryTime
  - 作詞・作曲：鈴木雅之 編曲：大坪稔明
11. CLUB KAGUYA 〜CARTOON+YELLOCK MIX〜（Bonus Track）
  - Remixed by  CARTOON+YELLOCK

### Disc 2：Blu-ray 初回生産限定盤のみ
1. 「GIRI GIRI」Music Video
2. 「Love is Show」Music Video

## 演奏
- 鈴木雅之
  - Vocal
  - Background Vocals (#1.2.3.4.6-10)
- 江口信夫：Drums (#1.2.10)
- 下野ヒトシ：Bass (#1.2.10)
- 知念輝行：Guitar (#1.2.4.10)
- 大坪稔明：Keyboards, All Other Instruments (#1.2.4.10)
- 高尾直樹
  - Background Vocals (#1.2.10)
  - Chorus Arrangement (#10)
- 露崎春女：Background Vocals (#1.2.4.10)
- Kenny Mosley：Drums (#3)
- SOKUSAI：Bass (#3)
- マサ小浜：Guitar (#3)
- Gakushi：Programming, All Keyboards (#3)
- Luis Valle：Trumpet (#3)
- SASUKE：Trombone, Horn Arrangement (#3)
- かわ島崇文：Saxophone (#3)
- Ayase (YOASOBI)：Guest Vocal (#4)
- 竹野昌邦：Flute (#4)
- 室屋光一郎ストリングス：Strings (#4.6.9.10)
- 冨田恵一：Instruments & Treatment (#5)
- 高桑英世、森川道代：Flute (#5)
- 重松希巳江、笹岡航太：Clarinet (#5)
- 金原千恵子ストリングス：Strings (#5)
- すぅ (SILENT SIREN)
  - Guest Vocal (#6)
  - Sampling Vocals (#11)
- 玉田豊夢：Drums (#6)
- 安達貴史：Bass (#6)
- 林部直樹：Guitar (#6.9)
- 本間昭光：Hammond Organ, All Other Instruments (#6.9)
- 鈴木正則：Trumpet (#6)
- 半田信英：Trombone (#6)
- 竹上良成：Saxophone (#6.9)
- 佐々木久美、会原実希：Background Vocals (#6.9)
- TIGER：Background Vocals (#6)
- マハラージャン：Guest Vocal, Guitar, All Other Instruments (#7)
- 澤村一平：Drums (#7)
- 二家本亮介：Bass (#7)
- 皆川真人：Keyboards (#7)
- 浜野謙太：Vocal (#8)
- 永田真毅：Drums (#8)
- 村上啓太：Bass (#8)
- 仰木亮彦：Guitar (#8)
- 村上基：Trumpet, Tambourine (#8)
- ジェントル久保田：Trombone (#8)
- 橋本剛秀：Saxophone (#8)
- 在日ファンク：Hands Clap (#8)
- 高城れに (ももいろクローバーZ)
  - Guest Vocal (#9)
  - Sampling Vocals (#11)
- 伊吹文裕：Drums (#9)
- 根岸孝旨：Bass (#9)
- 吉澤達彦：Trumpet (#9)
- 鹿討奏：Trombone (#9)
- 坂井“Lambsy”秀彰：Percussion (#9)
- 佐々木詩織：Background Vocals (#9)
- 伊原六花、鈴木愛理：Sampling Vocals (#11)